# Vladana Hajnová
Vladana Hajnová (* 21. ledna 1967 Pardubice) je grafička, autorka objektů a kreseb, pedagožka, absolventka Akademie výtvarných umění v Praze.

## Život
Vladana Hajnová absolvovala výtvarný obor na Střední průmyslové škole textilní v Brně, po té Akademie výtvarných umění v Praze, ateliér volné grafiky, Ladislav Čepelák, Dalibor Chatrný, Jiří Lindovský (1985–1991). Je členkou Klubu konkretistů KK3. Jejím otcem byl malíř Alva Hajn. Působí v Pardubicích.

## Dílo
Jemnost a technická preciznost grafických listů a kreseb, jejichž základem jsou geometrické tvary kruh a čtverec, je charakteristická i pro prostorový koncept autorčiny tvorby. Vladana Hajnová využívá opakujících se modulů, předmětů, které nás obklopují (špejle, brčka, dráty). Pardubickým vědcům z projektu GAMA nebo Nanopolis její práce připomínaly nanotrubičky zachytávající světlo a glukózové prstence. V opakování a křížení subtilních čar vznikají optické jevy moaré, interference. Objekty mají pevnou stavbu a jasné linie, jsou světelně prostupné, skrze trubičky lze zahlédnout svět v mnoha klíčových dírkách najednou, složený z jednotlivých bodů. V posledních etapě autorka experimentuje s kresbou 3D perem v prostoru. Objekty z dřevěných špejlí, převážně krychle mají mnoho podob, závisejících na materiálu a konstrukčním řešení. Někdy jde o tvar uzavřený, respektující hrany tělesa, jindy i sem proniká chaos a neuspořádanost vnějšího světa.

## Galerie
Díla Vladany Hajnové:

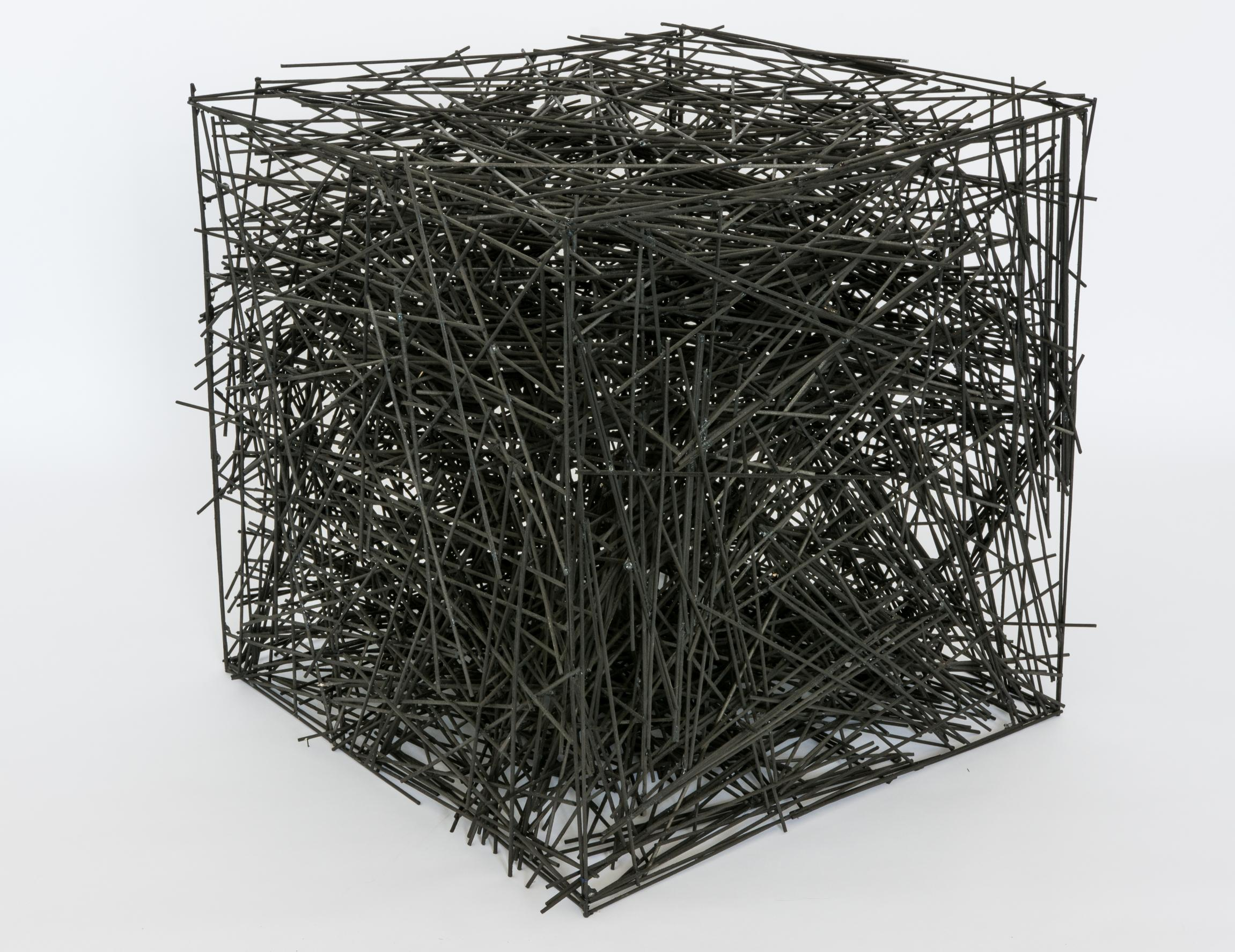
Velká černá krychle, 2015, špejle, 52 cm
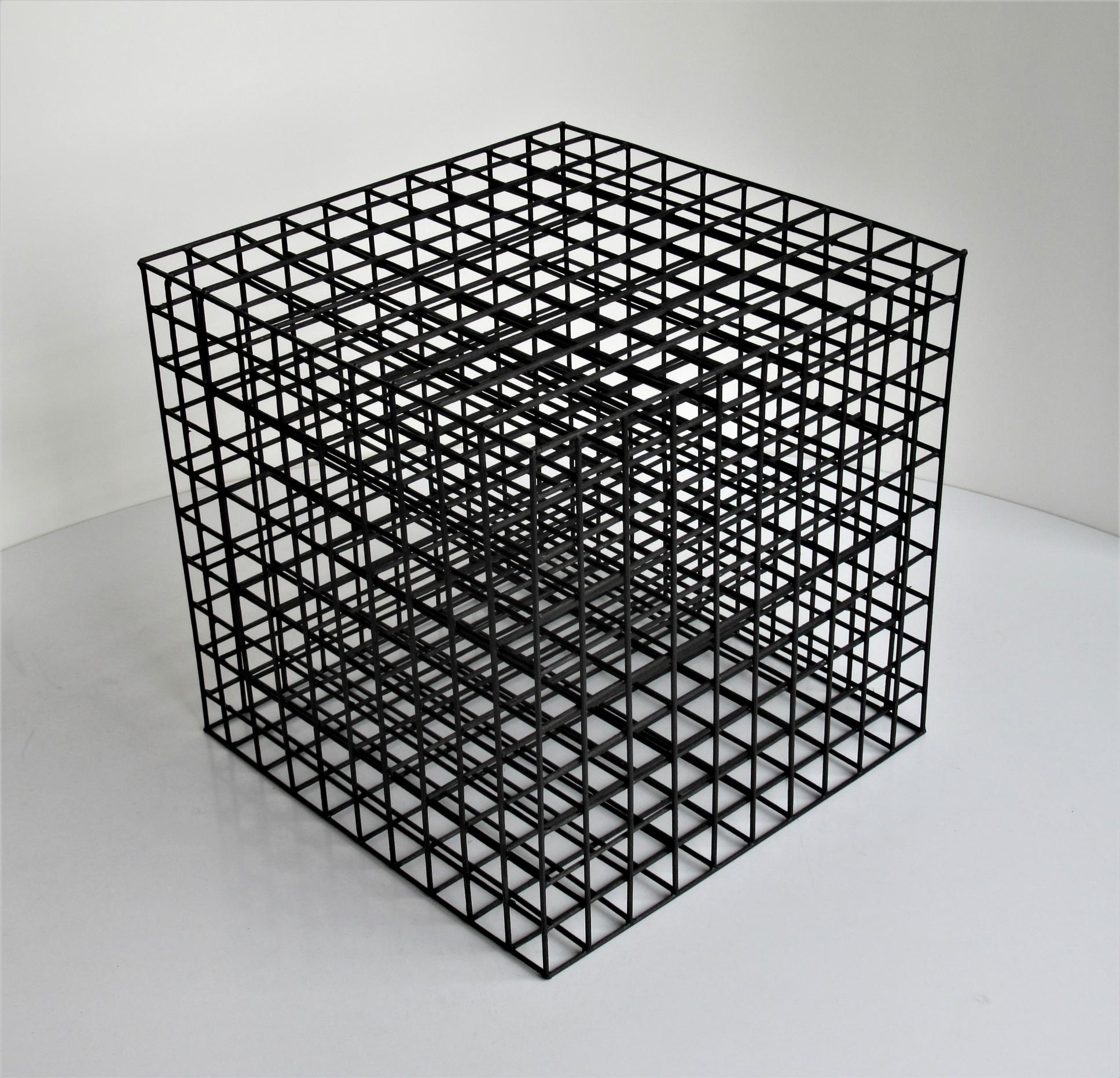
Malá černá krychle IV, 2016, špejle, 30 cm
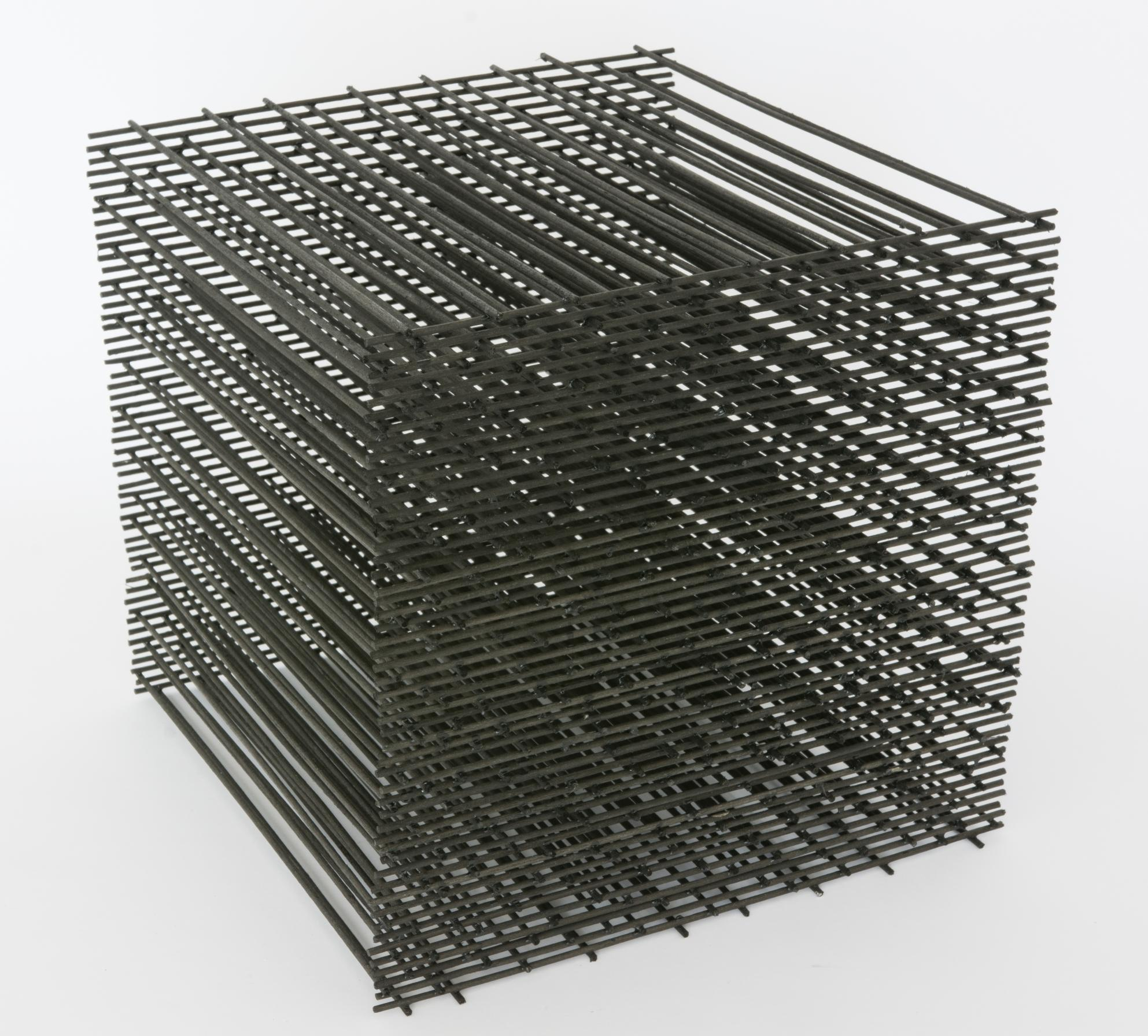
Malá černá krychle III, 2016, špejle, 30 cm
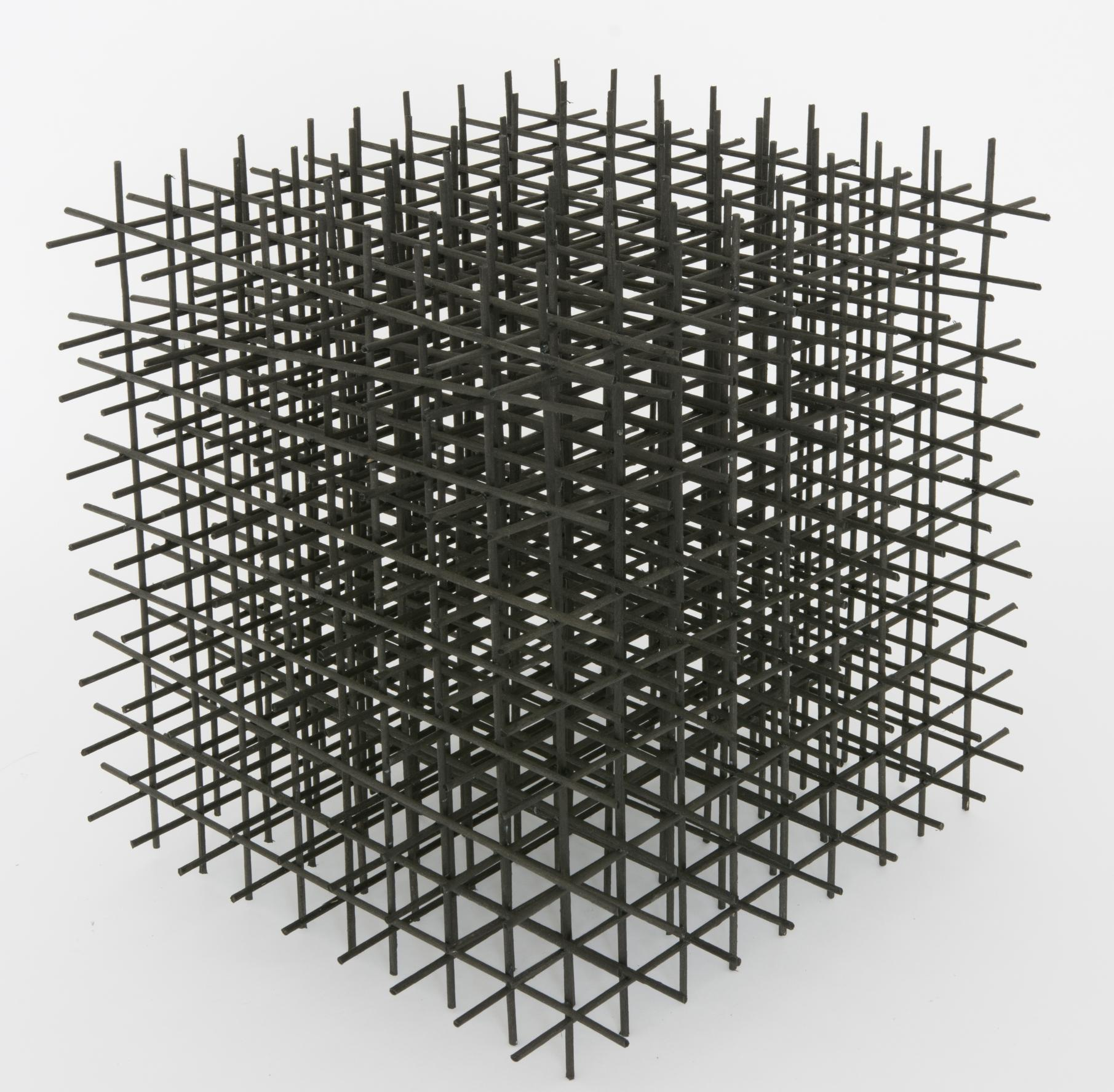
Malá černá krychle II, 2016, špejle, 30 cm
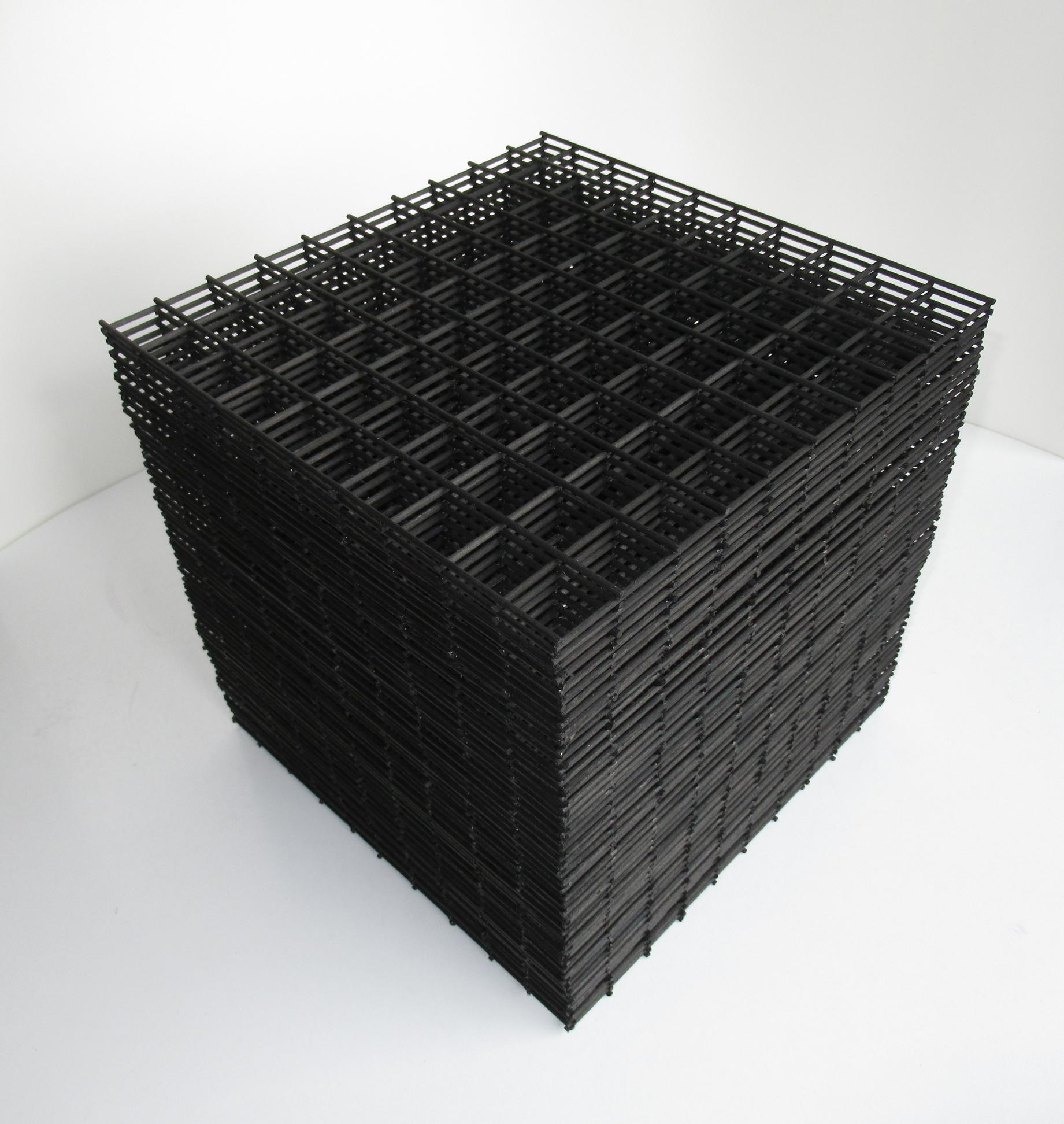
Malá černá krychle V, 2016, špejle, 30 cm
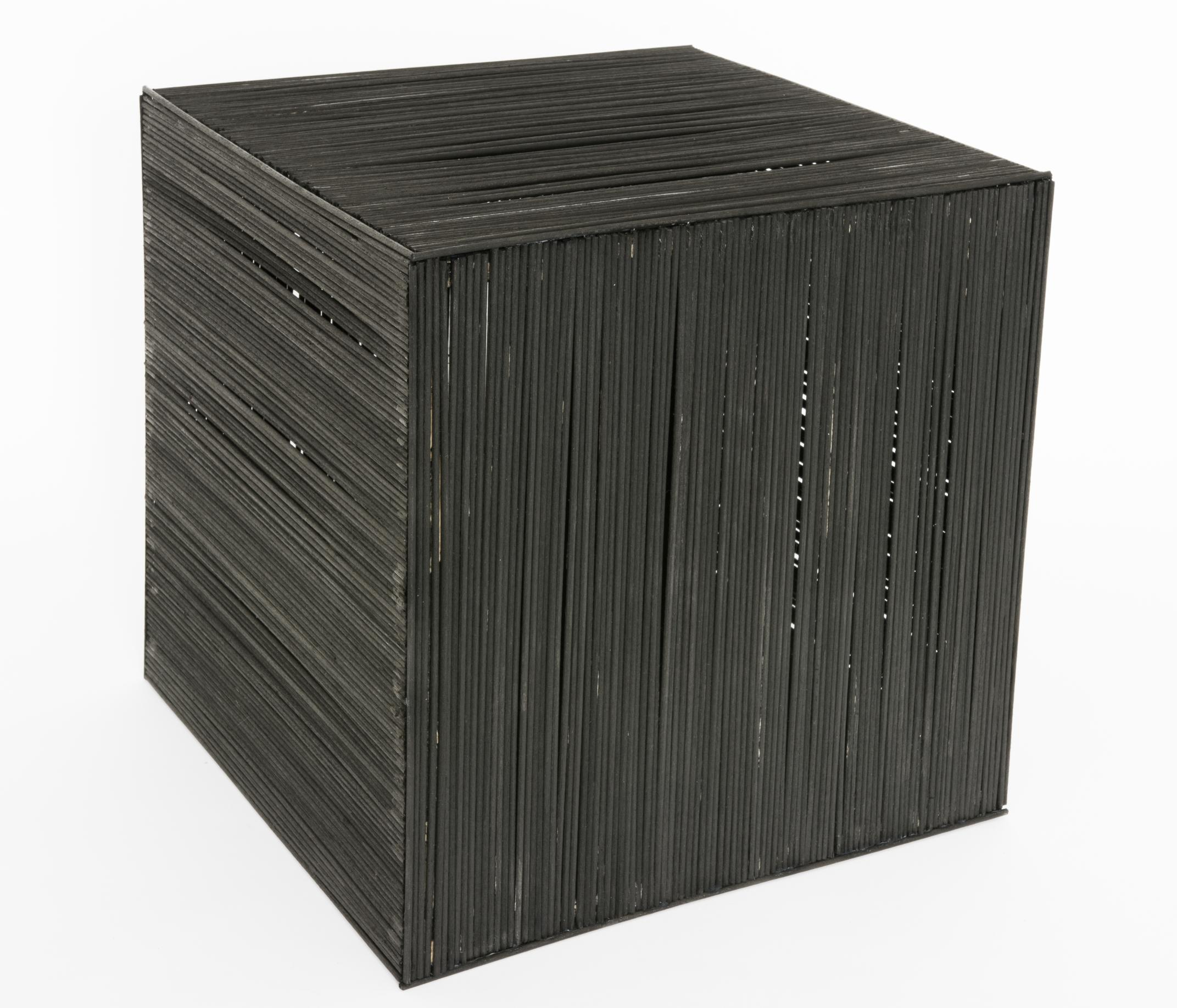
Malá černá krychle I, 2016, špejle, 30 cm
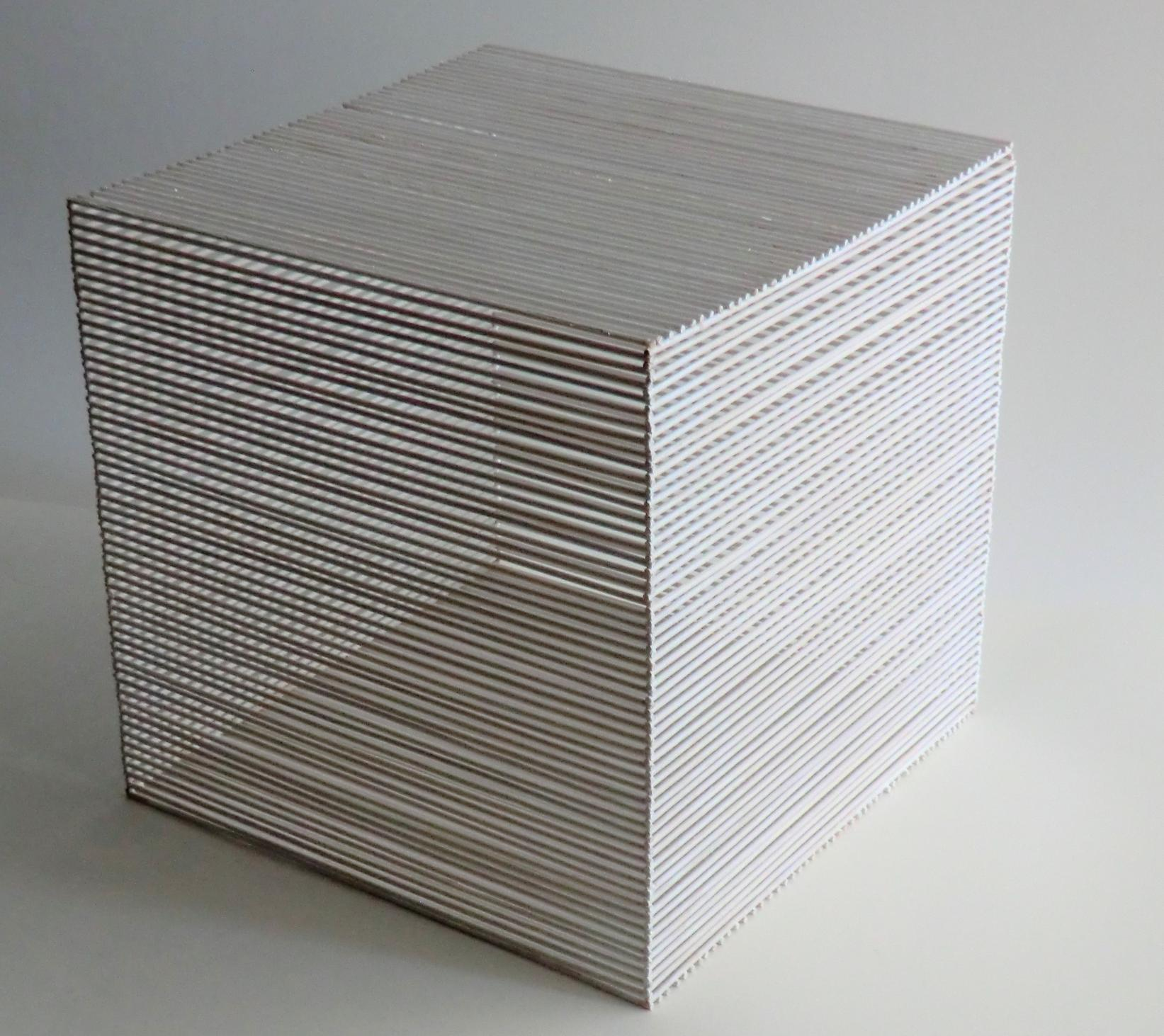
Bílá krychle, 2016, špejle, 30 cm
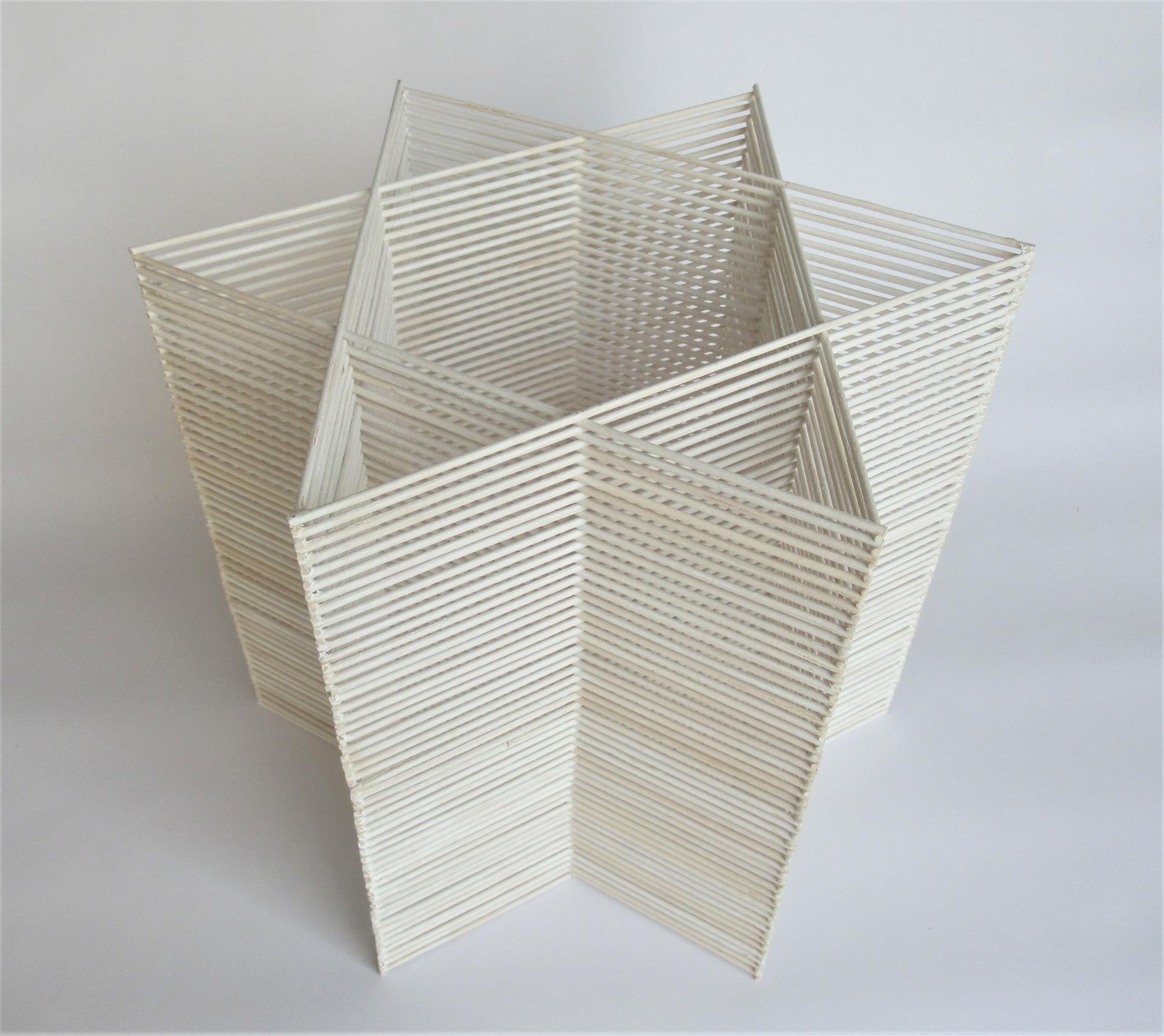
Dva trojúhelníky, 2018, špejle, 30 x 33 cm
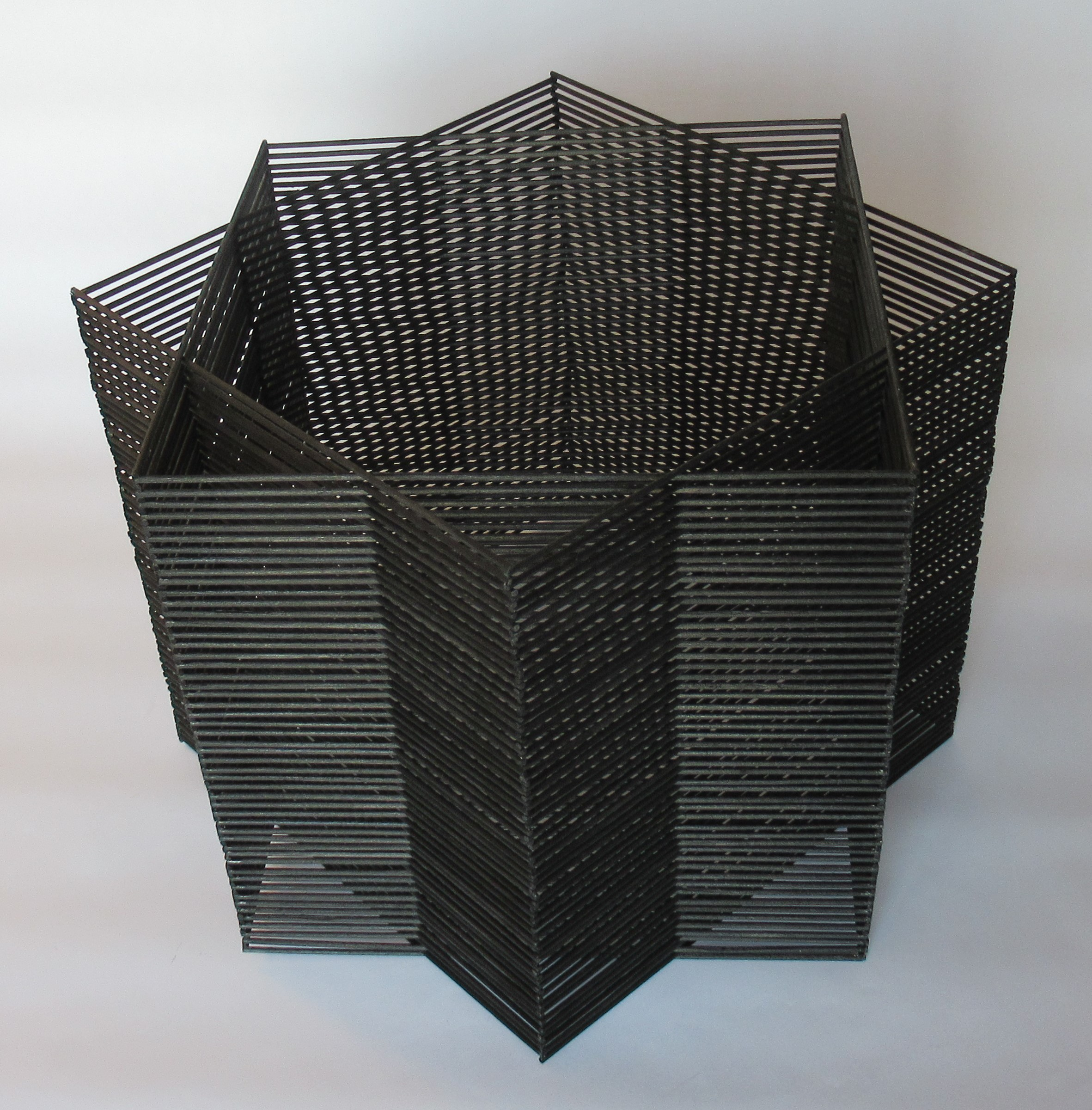
Vladana Hajnová Dva čtverce, 2018, špejle, 30 x 42 cm
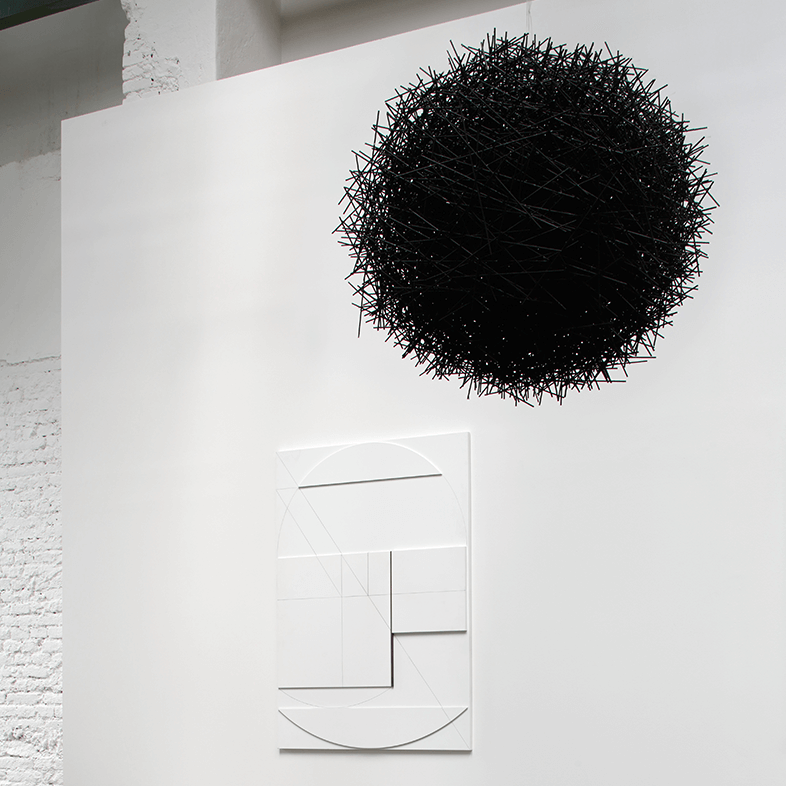
Závěsný objekt, 2014, špejle, 70 cm
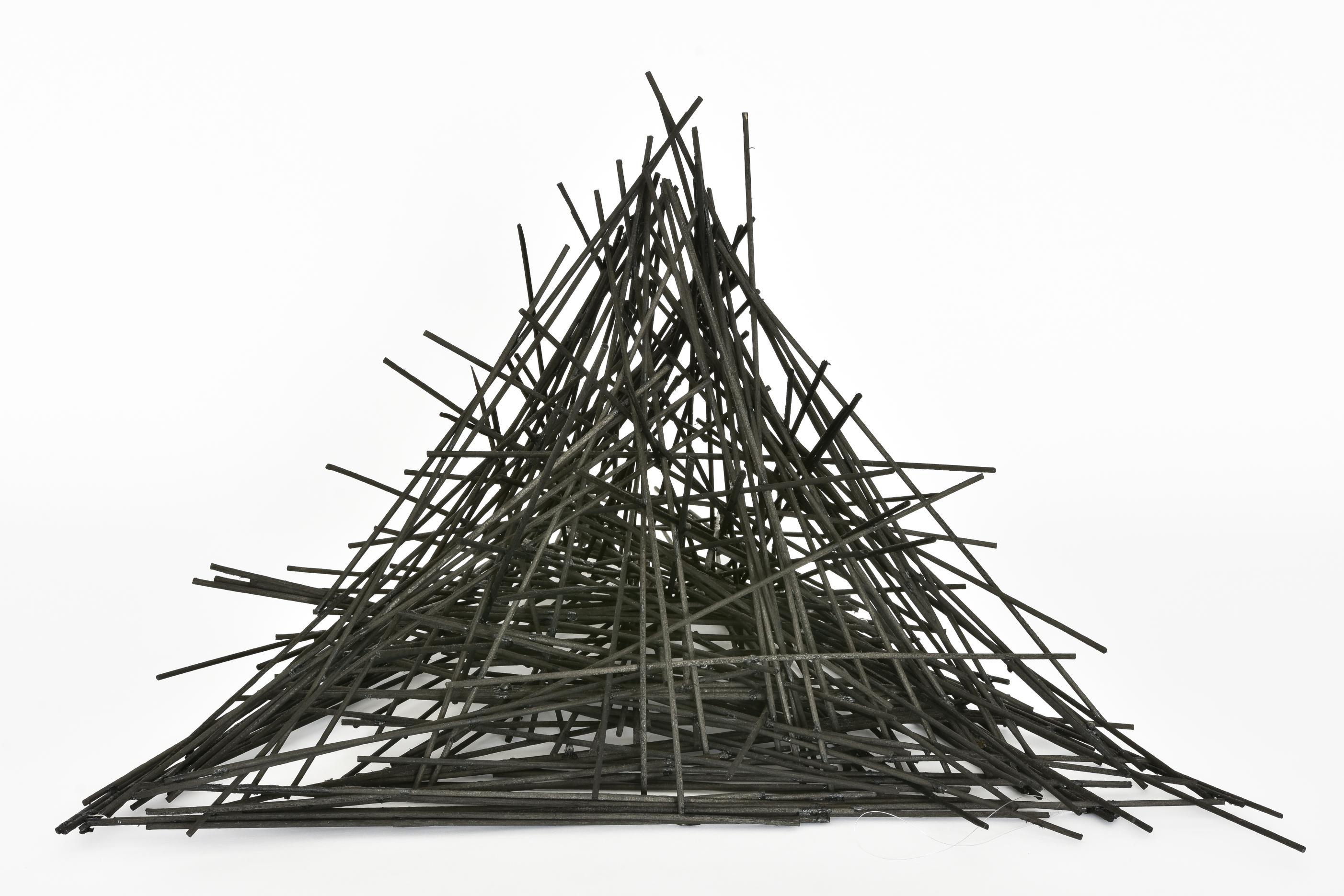
Trojúhelník, 2014, špejle, 30 cm

### Výstavy
- 1999 Vladana Hajnová, Opočno, Studio H
- 2011 Vladana Hajnová, Univerzita Pardubice, projekt GAMA, festival uskupení UTESLA
- 2012 Vladana Hajnová: Kresby, grafiky a objekty, Galerie FONS firmy Stapro s.r.o., Pardubice
- 2015 Vladana Hajnová: Objekty, grafiky, kresby, Galerie Jiřího Jílka, Šumperk

### Účast na výstavách (výběr)
- 2009  Doxnano!, DOX, Centrum současného umění / Centre for Contemporary Art, Praha
- 2009  Eastnano!, Univerzita Pardubice, Fakulta chemicko-technologická, Pardubice
- 2010  Geometrie citlivosti, Galerie Caesar, Olomouc
- 2011  Klub konkretistů východní Čechy a jeho hosté..., Galerie V zahradě, Kolín
- 2012 Nanopolis[6] v Nové scéně Národního divadla, Praha, pořádalo Uskupení Tesla
- 2013  Velké ticho, Galerie moderního umění v Hradci Králové, Hradec Králové
- 2014  Klub konkretistů a přátelé: 45 let poté..., Oblastní galerie Vysočiny v Jihlavě, Jihlava
- 2014 Bienále kresby Plzeň
- 2015  Overture I., Hauch Gallery, Praha 8
- 2015  Konkret/ism 1967–2015: Výstava KK3 Klubu konkretistů, Topičův salon Praha
- 2016 Frauenpower in der modernen Kunst v Rehau, Německo
- 2017  Okouzleni řádem, Kostel sv. Vavřince, Klatovy
- 2017  Konkrétní podzim 2017, Galerie Artičok, Hradec Králové
- 2017 Socha a objekt XXII, Bratislava
- 2018  Under the Aegis of the KK3, Kunsthaus Rehau, Rehau
- 2018  Konkrétní podzim 2018 - trikolóra, Galerie IBIS, Pardubice
- 2018  Konkrétní podzim 2018 - trikolóra, Studijní a vědecká knihovna v Hradci Králové, Hradec Králové
- 2019  Jolana Havelková a autoři: Šest pohlednic, Poštovní muzeum, Praha
- 2019  Konkrétní podzim 2019, Galerie U Klicperů, Hradec Králové
- 2019  Konkrétní podzim 2019. Minimal art, FOX Gallery, Hradec Králové
- 2019 50 Years later, O 50 let později, Klub konkretistů po 50 letech, Galerie umění Karlovy Vary
- 2019 Doba plastová[7], Východočeská galerie v Pardubicích
- 2019  Mnohoznačnost struktur, dynamika sil / Ambiguity of Structures, Dynamics of Forces, Museum Kampa - Nadace Jana a Medy Mládkových, Praha